# خاطرات و خطرات
خاطرات و خطرات کتابی است شامل خاطرات و شرح زندگانی مهدی‌قلی هدایت (مخبرالسلطنه)، از رجال اواخر دوران قاجار تا اوایل دوران پهلوی، که به نثر نوشته شده است. مطالب این کتاب از آن جهت ارزشمند است که نویسنده پنجاه سال در صحنهٔ سیاسی ایران حاضر بوده، مدتی به‌عنوان رئیس‌الوزرا کار کرده، و در کابینه‌های متعددی شرکت داشته است. روایت کتاب در ۲۱ مهر ۱۳۲۹ خورشیدی پایان می‌پذیرد.